# 邱及
邱及（1910年12月10日—1984年8月29日），原名英杰，字仲推，号南离子，广东揭阳人，中华人民共和国语言学家、世界语者，曾任中央统战部、中联部华侨组组长。

## 生平
1954年，当选第一届全国人民代表大会代表。后担任全国人大预算委员会委员。
著有古诗词《红尘集》。